# Manuel Serradas
Manuel Serradas foi um marinheiro e corsário português do século XVI, fiel partidário do Prior do Crato.

## Biografia
Estava na Ilha Terceira em 1582, quando era governada por Manuel da Silva Coutinho, que o pretendente D. António de Portugal, Prior do Crato, fizera 1.º Conde de Torres Vedras. Este deu-lhe o comando duma armada de dez naus e mandou-o a corso, à conquista das ilhas de Cabo Verde, que estavam por Castela. A esquadra saqueou Arguim e algumas ilhas do arquipélago, onde colheu escravos e fez cativos os portugueses que se tinham declarado por D. Filipe I de Portugal.